# Fletcher Ice Rise
Der Fletcher Ice Rise (im Vereinigten Königreich Fletcher Promontory) ist eine große, 160 km lange und 64 km breite halbinselförmige Eiskuppel an der Zumberge-Küste im westantarktischen Ellsworthland. Er liegt auf der Südwestseite des Filchner-Ronne-Schelfeises und wird im Westen durch den Rutford-Eisstrom begrenzt. Im Nordwesten ist er durch den Carlson Inlet vom Fowler Ice Rise abgegrenzt. Weiter südlich liegen der Dott Ice Rise und der Skytrain Ice Rise.
Ronald F. Carlson von der United States Navy erkundete, fotografierte und skizzierte diese Erhebung bei einem Flug mit einer Lockheed C-130 von der McMurdo-Station über das Ellsworthgebirge und zurück zwischen dem 14. und 15. Dezember 1961. Der United States Geological Survey nahm anhand von Landsataufnahmen aus den Jahren von 1973 bis 1974 eine Kartierung vor. Das Advisory Committee on Antarctic Names benannte die Eiskuppel 1977 nach dem US-amerikanischen Polarforscher Joseph Otis Fletcher (1920–2008), Leiter des Polarprogramms bei der National Science Foundation zwischen 1971 und 1974.